# Origlio
Origlio (lmo. Urij) – miejscowość i gmina w południowej Szwajcarii, w kantonie Ticino, w okręgu (distretto) Lugano, w powiecie (circolo) Capriasca. Na terenie gminy leży jezioro Laghetto di Origlio.

## Demografia
W Origlio mieszka 1 516 osób. W 2021 roku 18,5% populacji gminy stanowiły osoby urodzone poza Szwajcarią. 